# 深圳河

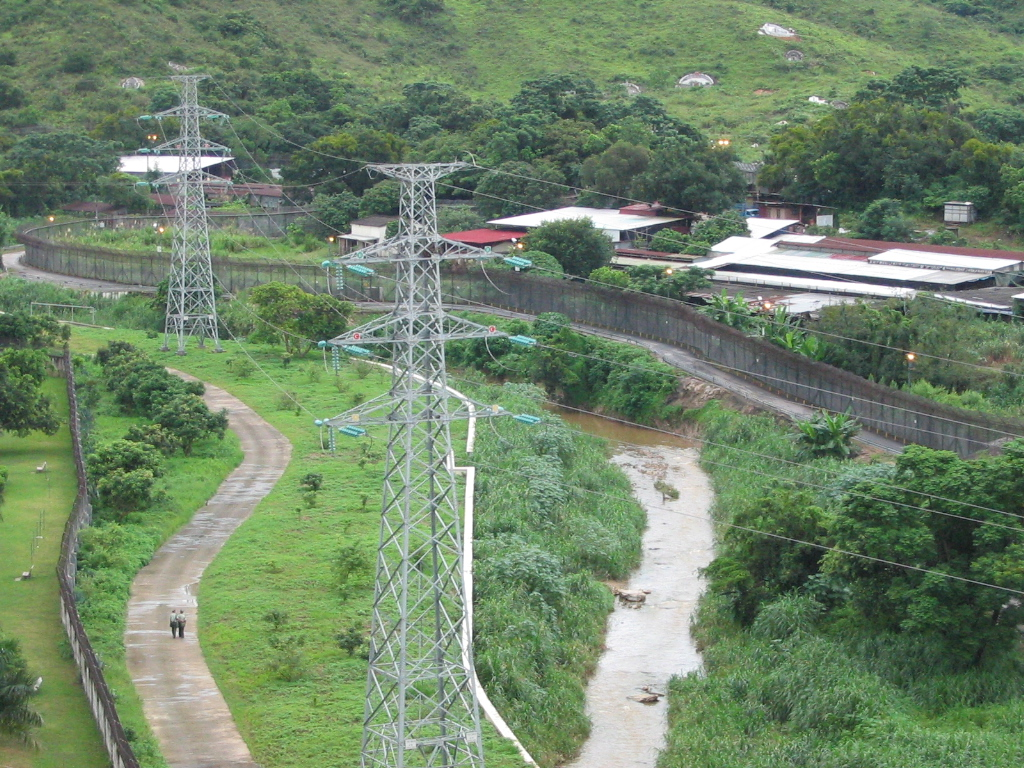
深圳と香港の境界。中央に深圳河が流れる（2005年7月）

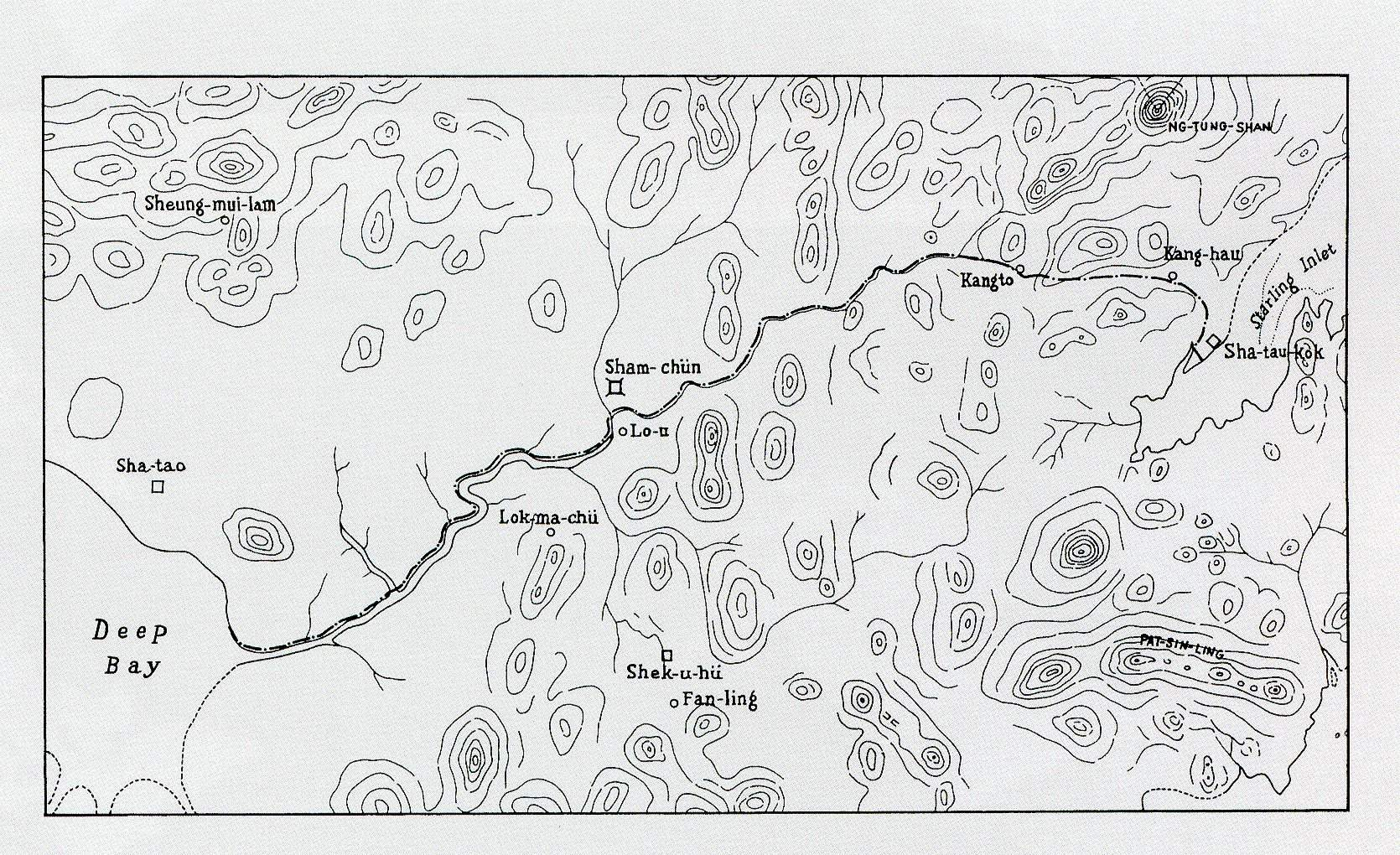
1898年の『展拓香港界址専条』に記載された深圳河は、かつて中国とイギリスの国境であった

深圳河（しんせんがわ、中国語: 深圳河, 英語: Sham Chun River / Shumchum River / Shenzhen River）は、中国広東省の深圳市および香港を流れる河川。珠江デルタに属する。梧桐山に端を発し、南西方向へと流れて后海湾（深圳湾）、伶仃洋に注ぐ。香港特別行政区と中国本土（深圳市）の境界線を形成している。1997年の香港返還前は、川の南岸以南がイギリス領香港であったが、返還後に川の中央まで境界線が移された。羅湖橋や福田口岸は深圳河の上に置かれている。香港と中国本土の境界は、本河川以外にも、沙頭角河や中英街で構成されている。
深圳河はもともと「明渓」という名前であったが、1898年の展拓香港界址専条締結時に現在の名称へと改められた。同時に深圳河以南の新界はイギリスによって99年間租借され、香港となった。深圳河は香港最長の河川である。冷戦時には、中国本土など共産国家の人々が深圳河を経由して資本主義の香港に逃げた（逃港者）ため、「中国のベルリンの壁」とも揶揄された。

## 地理
深圳河は一般的に、沙湾河と蓮塘河の合流地点である「三岔河」より下流を指す。沙湾河は牛尾嶺（沙頭角河とほぼ同じ地点）を、蓮塘河は深圳市内の梧桐山をそれぞれ水源としている。川は南西の方向に向かって流れ、伶仃洋に注ぐ。全長37km、流域面積312.5k㎡、平均勾配は1.1％。流域は、竜崗区の布吉鎮、横崗鎮、平湖鎮や羅湖区を含む深圳側が6割、田園地帯を中心とする香港側が4割を占める。主な支流としては、深圳側に布吉河、福田河、新洲河が、香港側に梧桐河や平原河が存在する。

## 気候
深圳河流域は熱帯モンスーン気候であり、降水は4月から10月の雨期に集中している。雨期は4月から6月の前期、7月から9月の後期に二分される。台風や熱帯低気圧の影響を大きく受け、暴風や高潮が発生することがある。高潮によって后海湾の水位が上昇すると、深圳河にも水が遡り、両岸で洪水が起こることもある。また、周囲の都市化に伴い、水が川に流れ込むスピードが速くなっており、流速も増した。

## 治水
「深圳河治水プロジェクト（深圳河治理工程）」が香港の下水道局と深圳市の水道局の共同で実施された。雨期に香港の北区で発生する洪水を防ぐことと水質改善を目標とする。プロジェクトは三期にわかれ、第一期は1997年に、第二期は2000年に、第三期は2006年にそれぞれ完了している。プロジェクトでは、もともと18kmあった曲がりくねった河道を直線状にし、13.5kmまで短縮したほか、川幅も拡張した。この結果、元朗平原から后海湾に至る深圳河の防災能力が大幅に向上し、元朗区や北区など、両岸の洪水が軽減されるようになった。川の直線化に伴い、皇崗口岸の東側にある旧河道など2カ所において、香港と中国本土の間で土地の交換が行われた。
蓮塘と香園囲の間に、新しい境界（口岸）を開発するため、香港政府は治水プロジェクトの第四期を開始した。第四期では、蓮塘・香園囲を含む深圳河上流の防災機能を向上させるほか、既存の国際道路や警備施設を移転させる。香港政府は、2012年3月にプロジェクトを始動させるため、約4億香港ドルの予算をつけ、河川の改善に対応した4.5kmの口岸移転を実施した。第四期は2017年に完了し、50年に1度の豪雨にも耐えることができる。また、環境にも配慮した改修工事が行われ、自然の河床や河道は可能な限り残され、両岸は緑化されるなど、生態系を壊さないような工夫がなされている。2013年8月30日には、香港政府と深圳市の人民政府との間で、深圳河の管理に関する協定が交わされ、同年末から適用された。